# Градлон Великий
Градлон Великий (валл. Erbin Mawr; умер в 434 году) — сын Конана Мериадока и Дарерки Ирландской. Легендарный или полулегендарный правитель Арморики.

## Биография

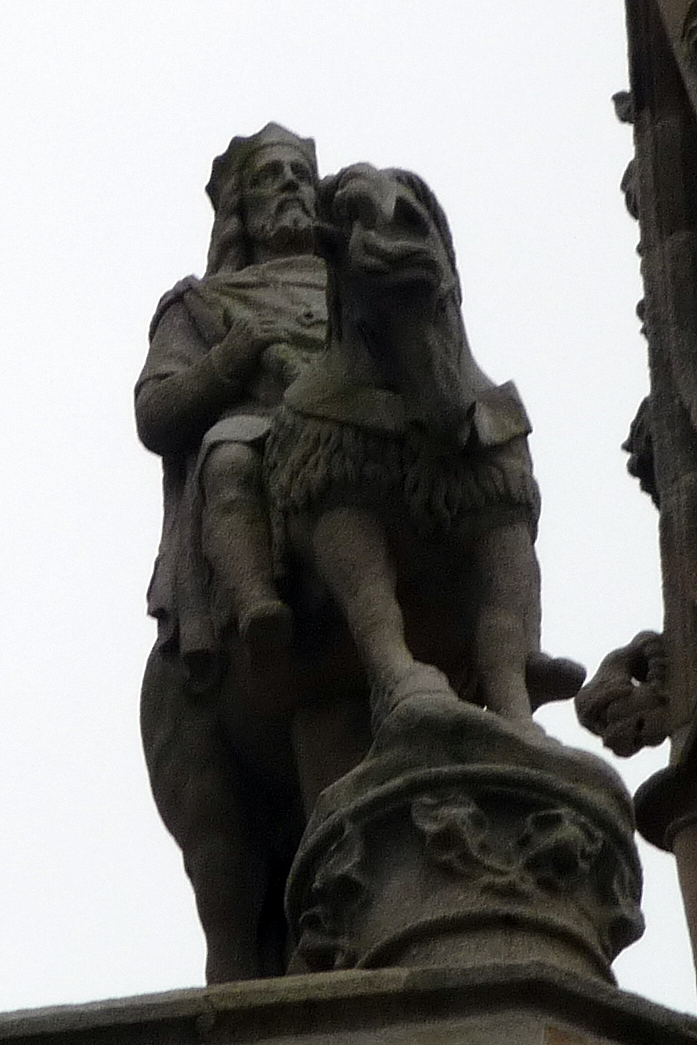
Статуя Градлона на соборе в Кемпере

Градлон был с детства язычником и оставался им до тех пор, пока не влюбился в Тигридию, младшую сестру Святого Патрика и своей матери Дарерки, приходившуюся ему тётей. Как-то раз Градлон был на охоте, но, отделившись от группы, затерялся в лесу. Там он встретил Святого Корентина, который приютил Градлона. Вернувшись, Градлон сделал Корентина первым епископом Корнуали. По легенде, дочь Градлона Дахут была ведьмой и Градлон боролся с нею. Столица Градлона, Кер-Ис, располагалась у залива Дуарнене. В городе были дамбы, и однажды Дахут сделала брешь в них и море вышло в город. Легенда гласит, что Святой Гвеноле спас Градлона и столкнул Дахут в море.
Градлон сделал столицей город Корспотиум. По легенде, колокола церквей Ис сих пор можно услышать во время шторма, ночью.
Градлон умер около 434 году, ему наследовал его старший сын Саломон I, а младший, Гвидол, выделил для себя земли в северо-восточной части Арморики, которые стали называться Думнонией.